# Мобер — Мютюалите (станция метро)
Мобер — Мютюалите (фр. Maubert - Mutualité) — станция линии 10 Парижского метрополитена, расположенная в V округе Парижа. Названа по площади Мобер и зданию Мезон де ля Мютюалите. 

## История
- Станция открылась 15 февраля 1930 года в составе пускового участка линии 10 Одеон — Пляс д'Итали, который через год был разделён между линиями 7 и 10.
- Пассажиропоток по станции по входу в 2011 году, по данным RATP, составил 2 549 853 человек[2]. В 2013 году этот показатель вырос до 2 631 728 пассажиров (207 место по уровню входного пассажиропотока в Парижском метро)[3]

## Путевое развитие
К югу от станции начинается служебная соединительная ветвь, ведущая на станцию «Пляс-Монж» линии 7. Эта ССВ до 1931 года была перегоном, когда южный радиус линии 7 временно входил в состав линии 10.

## В кино
На станции снимался один из эпизодов французского фильма «Бродяга Архимед».

## Галерея

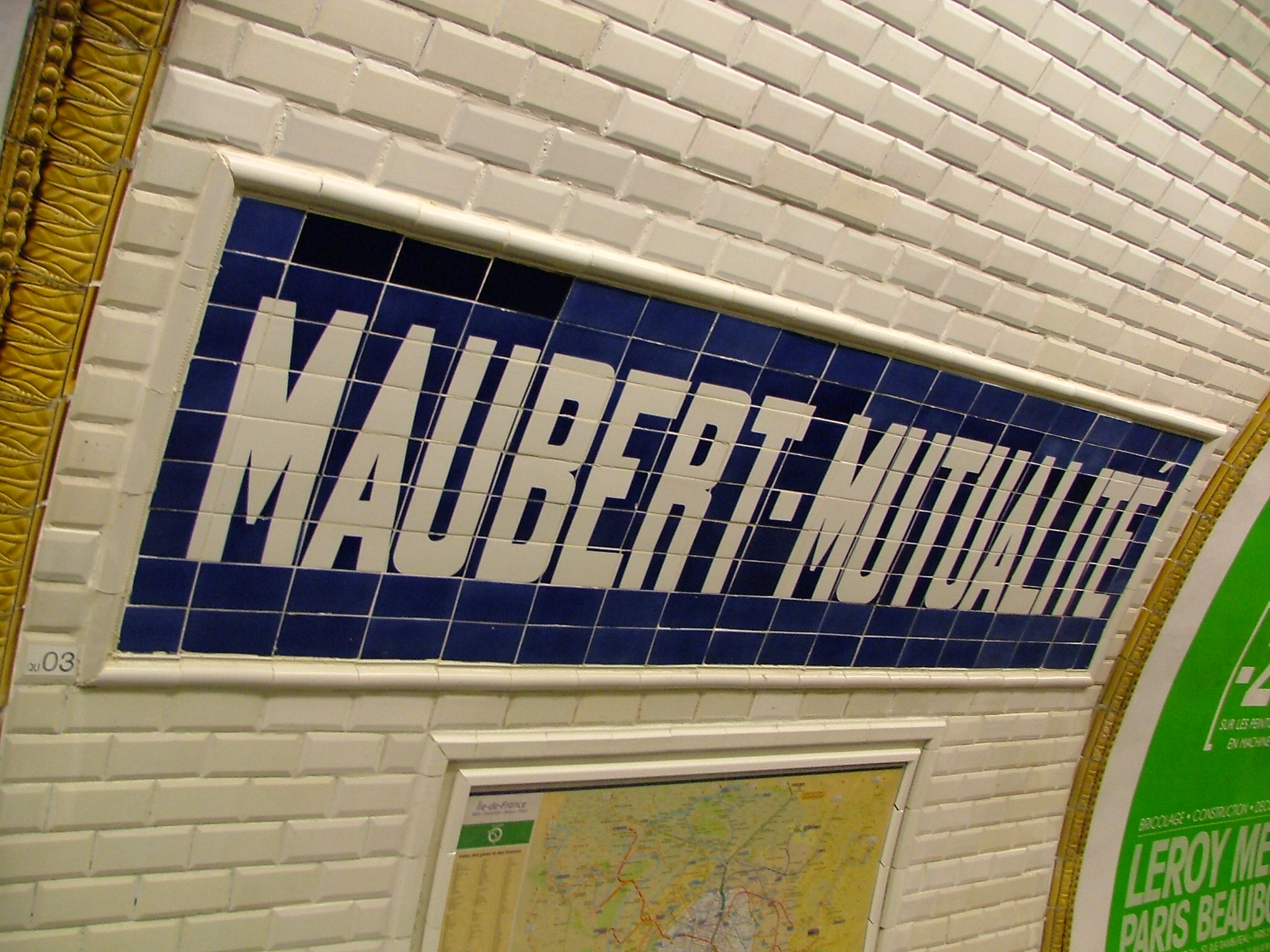
Название станции, выложенное плиткой
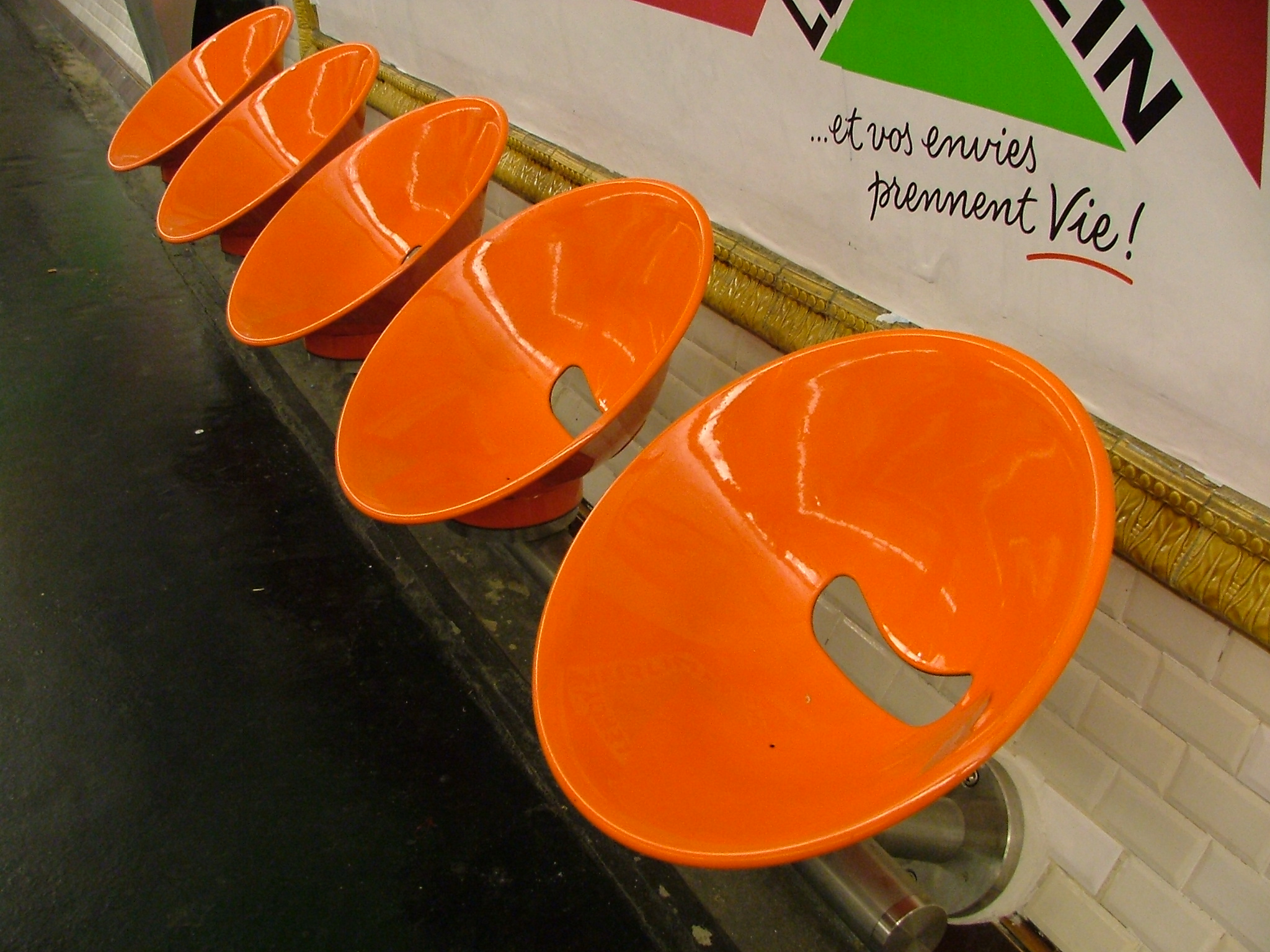
Оранжевые пластиковые сиденья